# Bron (Métropole de Lyon)
Bron ist eine französische Stadt mit 42.850 Einwohnern (Stand 1. Januar 2022) in der Nähe von Lyon in der Métropole de Lyon in der Region Auvergne-Rhône-Alpes. Die Gemeinde ist der sechstgrößte Vorort in der Agglomeration und eines der industriellen Zentren der Region.

## Geographie
Die Stadt Bron liegt im Südosten der Agglomeration Lyon. Die Gemeinde ist industriell geprägt, vor allem von metall- und glasverarbeitenden Betrieben.

## Geschichte
Die erste Erwähnung des Ortes Bron stammt aus dem Jahr 1202. Die ältesten Spuren menschlicher Besiedlung, welche 1967/68 auf dem städtischen Friedhof entdeckt worden waren, werden auf das Jahr 61 vor Christus datiert. 
Nach jahrhundertelanger bäuerlicher Prägung entwickelte sich Bron im 19. Jahrhundert durch die Nähe zur Stadt Lyon und durch Verbesserung der Infrastruktur, etwa durch die 1881 eröffnete Straßenbahn aus Lyon, zu einer auch industriell geprägten Stadt. Noch 1866 wies der Ort lediglich 1.041 Einwohner auf, 1921 waren es 6.397 und 1931 bereits 12.423.
Als sich Frankreich im Zweiten Weltkrieg unter deutscher Besatzung befand, begingen die Deutschen zahlreiche Kriegsverbrechen. Vom 17. bis 21. August 1944, bevor die deutschen Truppen aus der Gegend von Lyon abzogen, ermordeten sie auf dem Flugfeld von Bron 109 Häftlinge aus dem Gefängnis Montluc in Lyon. Unter den Ermordeten waren 72 Juden.
Massives Bevölkerungswachstum folgte vor allem in den 1950er- und 1960er-Jahren; die bislang höchste Einwohnerzahl von 44.995 wurde 1975 erreicht.

## Bevölkerungsentwicklung
| Jahr                       | 1962   | 1968   | 1975   | 1982   | 1990   | 1999   | 2007   | 2018   |
| Einwohner                  | 26.959 | 41.619 | 44.563 | 40.638 | 39.683 | 37.369 | 38.881 | 42.216 |
| Quellen: Cassini und INSEE |        |        |        |        |        |        |        |        |

## Sehenswürdigkeiten
- Das Fort de Bron ist eine militärische Anlage von 1872 bis 1875; sie wurde erbaut zur Sicherung der neuen französischen Grenzen nach dem Deutsch-Französischen Krieg 1870–1871
- Der Flughafen Lyon-Bron ist der zweitgrößte Flughafen von Lyon (nach dem Flughafen Aéroport Lyon-Saint-Exupéry) und liegt auf dem Gebiet der Stadt Bron. Erste Flüge fanden schon 1910 statt. Der regelmäßige Flugbetrieb wurde ab 1924 aufgenommen. Zu einem modernen Flughafen ausgebaut wurde er 1957.
- Kirche St. Denis

## Städtepartnerschaften
Bron ist durch Städtepartnerschaften verbunden mit
- Weingarten in Deutschland, seit 1963
- Grimma in Deutschland, seit 1971
- Cumbernauld im Vereinigten Königreich
- Talavera de la Reina in Spanien

## Persönlichkeiten
- Daniel Robin (1943–2018), Ringer
- Jean-Jack Queyranne (* 1945), Politiker, ehemaliger Minister der französischen Überseegebiete, Präsident der Region Rhône-Alpes
- Elisabeth Beton Delègue (* 1955), Diplomatin und Botschafterin am Heiligen Stuhl
- Mimie Mathy (* 1957), Schauspielerin; verbrachte ihre Kindheit in Bron
- Catherine Chabaud (* 1962), Journalistin, Seglerin und Politikerin
- Nicolas Puydebois (* 1981), Fußballspieler bei Olympique Lyonnais
- Farès Chaïbi (* 2002), algerischer Fußballnationalspieler